# Mario Sanabria
Mario Sebastián Sanabria (25 luglio 2002) è un calciatore argentino, centrocampista del Dep. Riestra in prestito dall'Aucas.

## Carriera
Sanabria è cresciuto nel settore giovanile del Quilmes, con cui ha firmato il primo contratto professionistico il 16 giugno 2022. Ha debuttato in prima squadra nove giorni più tardi nell'incontro di Primera B Nacional pareggiato 0-0 contro il Gimnasia (M). La stagione successiva ha iniziato a giocare con buona frequenza, trovando il primo gol in carriera il 6 marzo nella partita vinta 4-1 contro l'Aldosivi.
Il 16 gennaio 2024 è stato acquistato a titolo definitivo dall'Aucas, ma dopo soli sei mesi ha fatto ritorno in patria in prestito al Dep. Riestra.

## Statistiche

### Presenze e reti nei club
Statistiche aggiornate al 2 dicembre 2024.
| Stagione        | Squadra         | Campionato      | Campionato | Campionato | Coppe nazionali | Coppe nazionali | Coppe nazionali | Coppe continentali | Coppe continentali | Coppe continentali | Altre coppe | Altre coppe | Altre coppe | Totale | Totale | Totale |
| Stagione        | Squadra         | Comp            | Pres       | Reti       | Comp            | Pres            | Reti            | Comp               | Pres               | Reti               | Comp        | Pres        | Reti        | Pres   | Reti   |        |
| --------------- | --------------- | --------------- | ---------- | ---------- | --------------- | --------------- | --------------- | ------------------ | ------------------ | ------------------ | ----------- | ----------- | ----------- | ------ | ------ | ------ |
| 2022            | Quilmes         | PN              | 5          | 0          | CA              | 0               | 0               | -                  | -                  | -                  | -           | -           | -           | 5      | 0      |        |
| 2023            | Quilmes         | PN              | 34         | 2          | CA              | 0               | 0               | -                  | -                  | -                  | -           | -           | -           | 34     | 2      |        |
| Totale Quilmes  | Totale Quilmes  | Totale Quilmes  | 39         | 2          |                 | 0               | 0               |                    | -                  | -                  |             | -           | -           | 39     | 2      |        |
| 2024            | Aucas           | A               | 4          | 0          | -               | -               | -               | CL                 | 2                  | 0                  | -           | -           | -           | 6      | 0      |        |
| 2024            | Dep. Riestra    | PD              | 5          | 0          | CA+CdL          | 0               | 0               | -                  | -                  | -                  | -           | -           | -           | 5      | 0      |        |
| Totale carriera | Totale carriera | Totale carriera | 48         | 2          |                 | 0               | 0               |                    | 2                  | 0                  |             | -           | -           | 50     | 2      |        |